# The Confederate Ironclad
Pour plus de détails, voir Fiche technique et Distribution.
The Confederate Ironclad est un film d'espionnage américain de Kenean Buel sorti en 1912.

## Fiche technique
- Titre original : The Confederate Ironclad
- Titre français :
- Genre : Drame, Film de guerre
- Réalisateur : Kenean Buel
- Production : Kalem Company
- Lieu de tournage : Jacksonville
- Durée : 16 minutes
- Date de sortie : 5 octobre 1912
- Licence : Domaine public

## Distribution
- Guy Coombs : Lieutenant Yancey
- Anna Q. Nilsson : Elinor, espionne nordiste
- Miriam Cooper : Rose
- Hal Clements